# Viñetas de vida
Viñetas de vida és un còmic col·lectiu creat per iniciativa d'Oxfam Intermón dins la campanya "Más y mejor ayuda" (i més tard la campanya "Sí Me Importa") per a promoure l'ajuda al desenvolupament. Un grup d'il·lustradors van escriure i dibuixar les històries després de viatjar a països en desenvolupament (Burundi, Filipines, Colòmbia, Mauritània, Marroc, Nicaragua i República Dominicana) per a visitar els projectes de desenvolupament de l'organització. Primer fou publicat a una aplicació per a mòbil gratuïta (Comic On Tour) i més tard fou publicat per Astiberri.

## Històries
- Ondas en el río de Miguel Ángel Giner i Cristina Durán Costell[5]

Anà a Nicaragua i visitaren els projectes centrats en la defensa dels drets de les dones.
- El bote de mermelada de Miguel Ángel Giner i Cristina Durán Costell[6]
- Los niños sin espejo de David Rubín

Viatjà per Burundi
- La Madeja de Sonia Pulido[4]

Viatjà a Colòmbia.
- Un país sin conductor de Paco Roca[4]

Anà a Mauritània.
- Femmes des fraises de Álvaro Ortiz[4]

Anà al Marroc.
- Aquí vive dios de Miguel Gallardo[4]

Viatjà a la República Dominicana.
- Yolanda d'Antonia Santolaya i Enrique Flores[4]

Anaren a les Filipines.